# بير بنة بالا (كيسم)
بیر بنة بالا (بالفارسية: بیربنه بالا) هي قرية تقع في إيران في غيلان. يقدر عدد سكانها بـ 82 نسمة بحسب إحصاء 2016.